# مرعة رقطاء

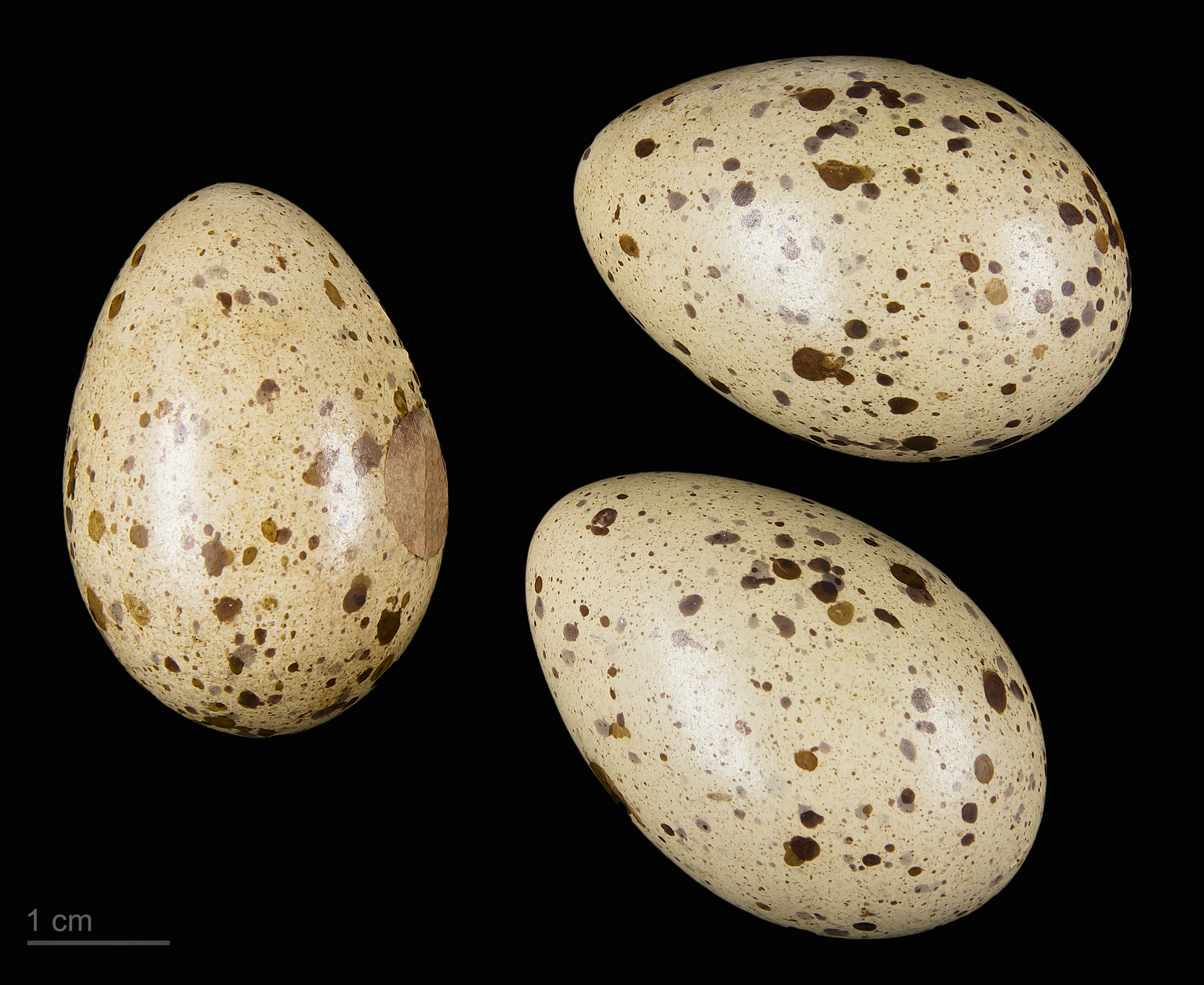
بيض مرعة رقطاء

المُرَعَة الرقطاء (الاسم العلمي: Porzana  porzana) هي نوع من الطيور تتبع جنس المرعة ضمن الفصيلة التفلقية.

## معرض صور

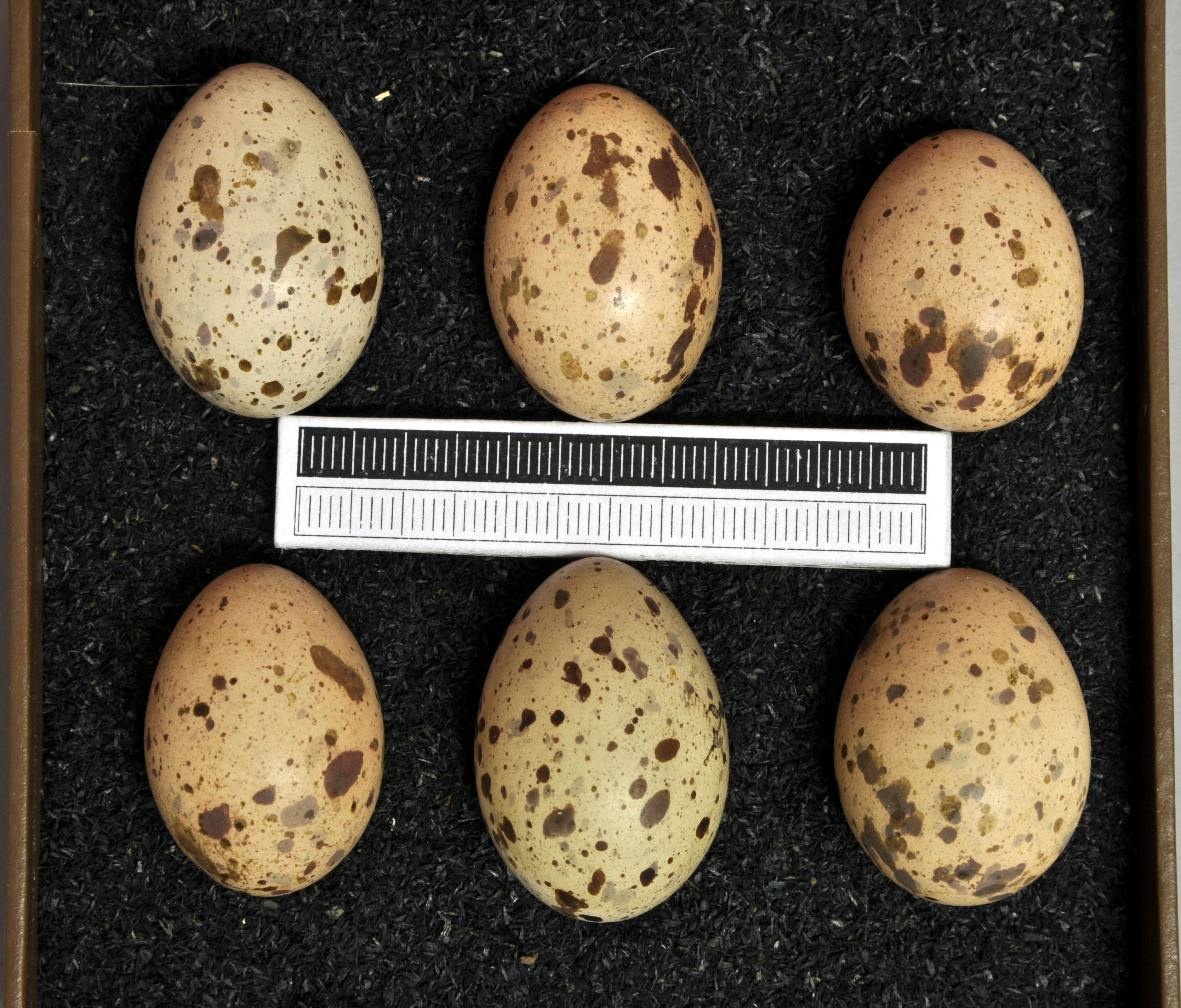
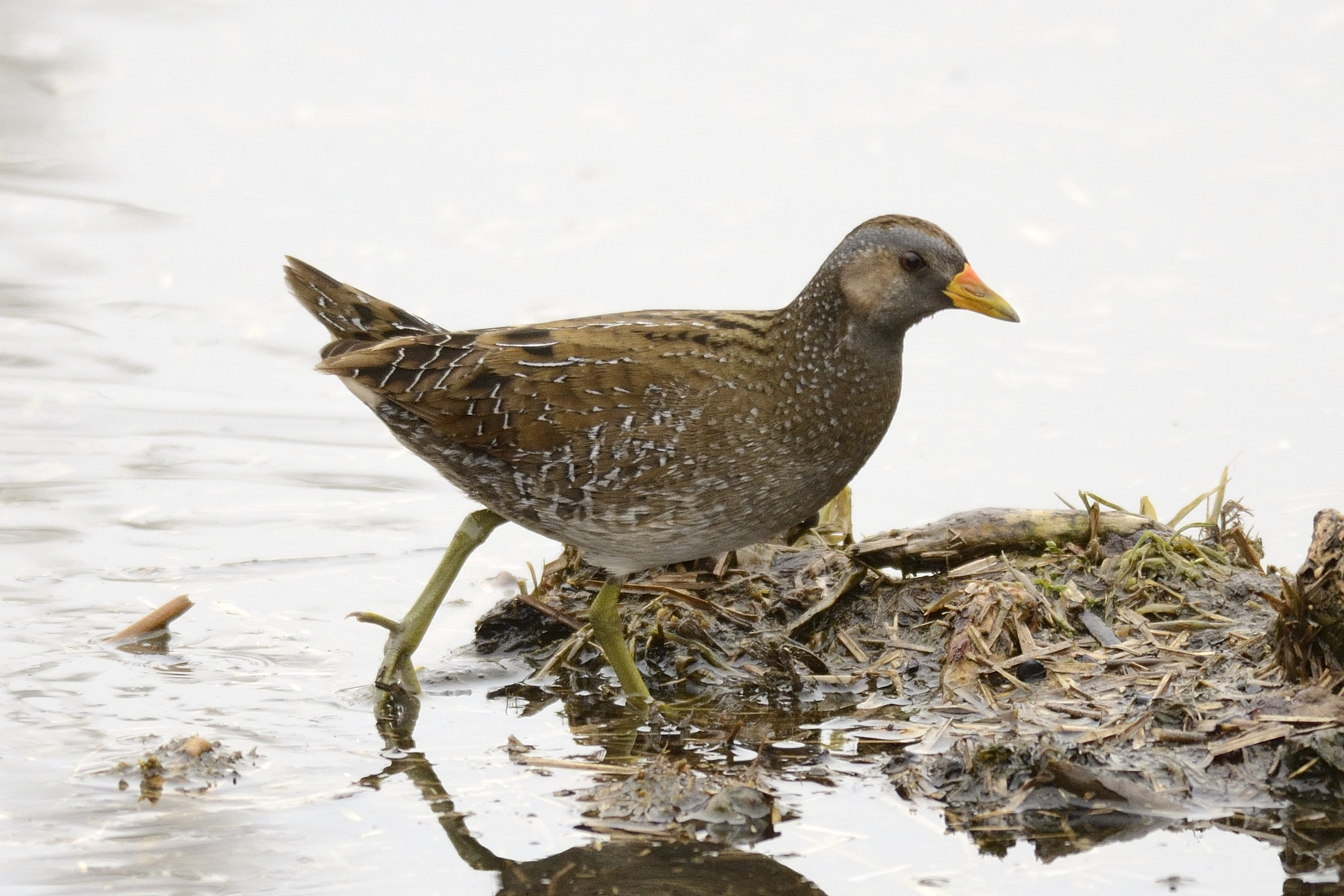
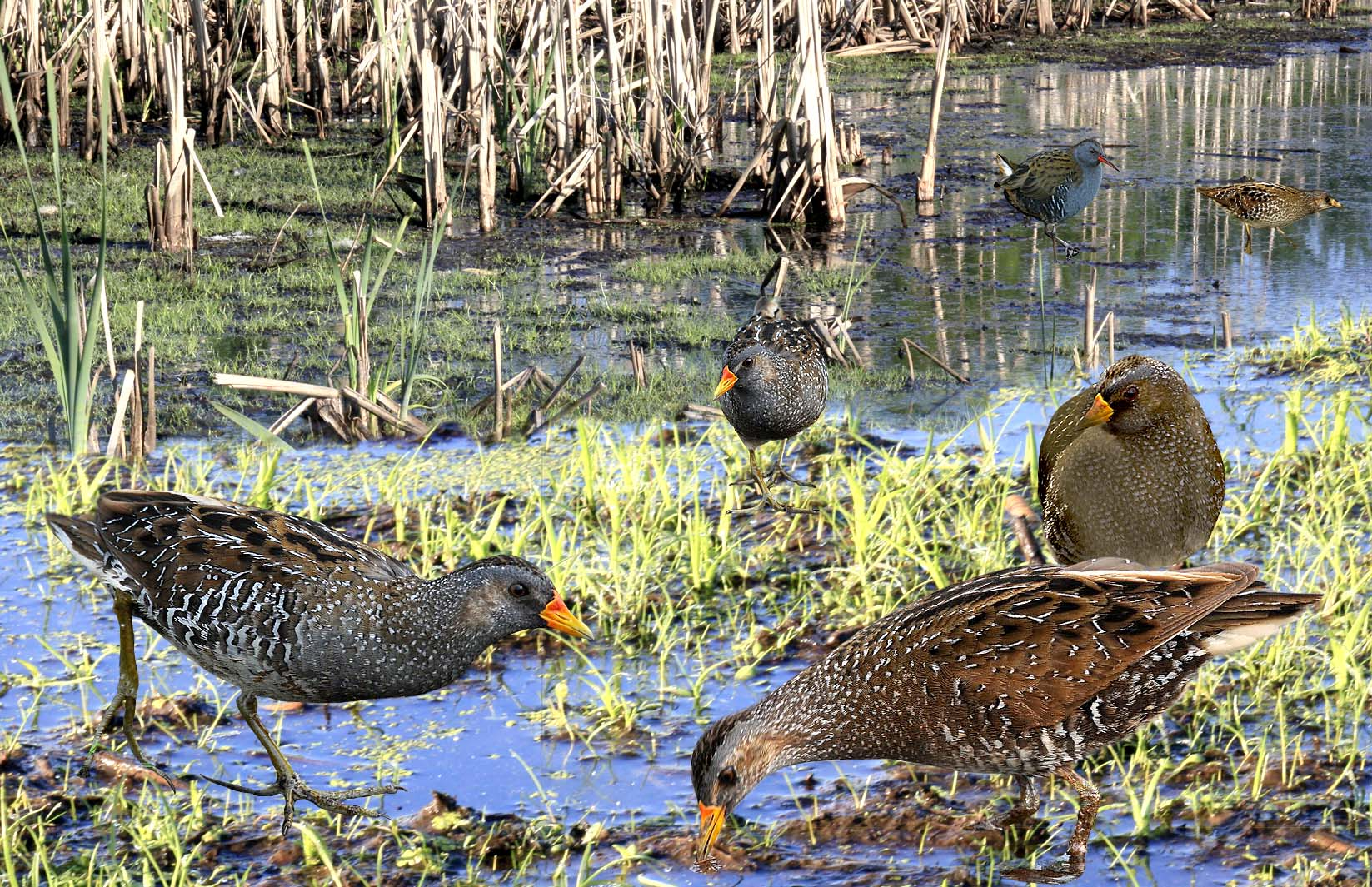
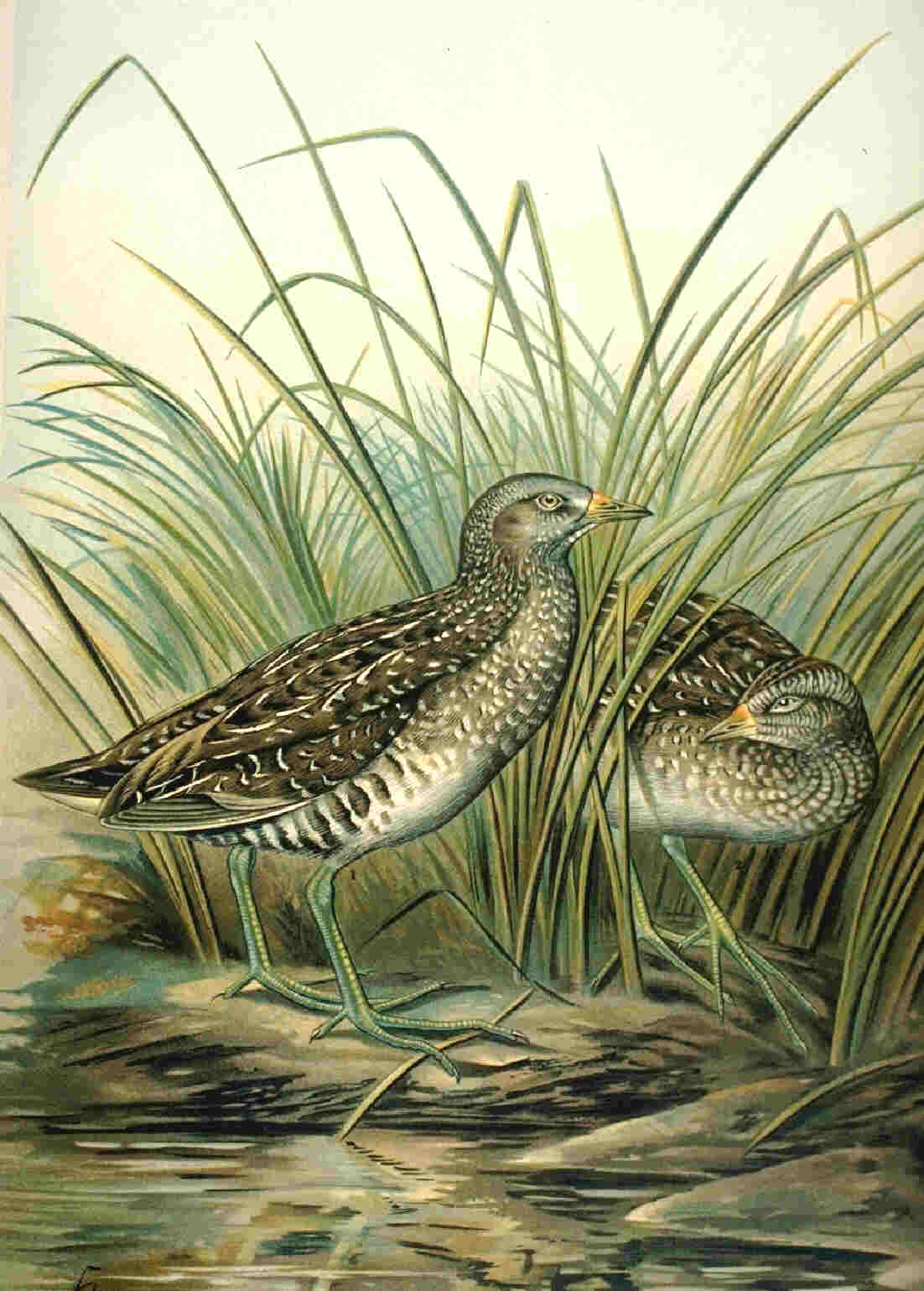